# جاشوا (فیلم ۲۰۰۷)
جاشوا (انگلیسی: Joshua (2007 film)) فیلمی آمریکایی در ژانر ترسناک است که در سال ۲۰۰۷ منتشر شد.

## بازیگران
- سام راکول
- ورا فارمیگا
- سلیا وستون
- دالاس رابرتس
- مایکل مک‌کین
- هویلند موریس
- لیندا لارکین